# دانيال كاويزنسكي
دانيال كاويزنسكي (بالإنجليزية: Daniel Kawczynski)‏ مواليد 24 يناير 1972 في وارسو، هو سياسي بريطاني وعضو حزب المحافظين وعضو برلمان يمثل دائرة شروزبوري وأتشام الانتخابية. هو خريج جامعة ستيرلينغ.

## وصلات خارجية
- الموقع الرسمي